# Anthony Shadid
Anthony Shadid (Cidade de Oklahoma, 26 de setembro de 1968 - Síria, 16 de fevereiro de 2012) foi um repórter americano.
Descendente de libaneses, era repórter ganhador de dois prêmios Pulitzer (em 2004 e 2010) por matérias realizadas no Iraque. Foi correspondente do The New York Times no Oriente Médio e também trabalhou para The Washington Post, Boston Globe e Associated Press.